# Westlake (Texas)
Westlake és una població dels Estats Units a l'estat de Texas. Segons el cens del 2000 tenia 207 habitants.

## Demografia
Segons el cens del 2000, Westlake tenia 207 habitants, 84 habitatges, i 69 famílies. La densitat de població era de 12,1 habitants/km².
Dels 84 habitatges en un 23,8% hi vivien nens de menys de 18 anys, en un 78,6% hi vivien parelles casades, en un 3,6% dones solteres, i en un 16,7% no eren unitats familiars. En el 14,3% dels habitatges hi vivien persones soles el 4,8% de les quals corresponia a persones de 65 anys o més que vivien soles. El nombre mitjà de persones vivint en cada habitatge era de 2,46 i el nombre mitjà de persones que vivien en cada família era de 2,71.
Per edats la població es repartia de la següent manera: un 21,3% tenia menys de 18 anys, un 2,9% entre 18 i 24, un 21,3% entre 25 i 44, un 43% de 45 a 60 i un 11,6% 65 anys o més.
L'edat mediana era de 47 anys. Per cada 100 dones de 18 o més anys hi havia 94 homes.
La renda mediana per habitatge era de 74.375$ i la renda mediana per família de 80.000$. Els homes tenien una renda mediana de 72.250$ mentre que les dones 41.042$. La renda per capita de la població era de 39.206$. Aproximadament el 2,9% de les famílies i el 2,7% de la població estaven per davall del llindar de pobresa.

## Poblacions més properes
El següent diagrama mostra les poblacions més properes.